# Grupp B i Copa América 2019
Grupp B i Copa América 2019 avgjordes under perioden 15–23 juni 2019.

## Deltagande lag
- Argentina, 42:a deltagande.
  - Tidigare bästa resultat; mästare 14 gånger (1921, 1925, 1927, 1929, 1937, 1941, 1945, 1946, 1947, 1955, 1957, 1959, 1991, 1993)
- Colombia, 22:a deltagande.
  - Tidigare bästa resultat; mästare en gång (2001)
- Paraguay, 37:e deltagande.
  - Tidigare bästa resultat; mästare två gånger (1953, 1979)
- Qatar, 1:a deltagande.

## Poängtabell
| Nr | Lag       | S | V | O | F | GM | IM | MS | P |
| -- | --------- | - | - | - | - | -- | -- | -- | - |
| 1  | Colombia  | 3 | 3 | 0 | 0 | 4  | 0  | +4 | 9 |
| 2  | Argentina | 3 | 1 | 1 | 1 | 3  | 3  | 0  | 4 |
| 3  | Paraguay  | 3 | 0 | 2 | 1 | 3  | 4  | −1 | 2 |
| 4  | Qatar     | 3 | 0 | 1 | 2 | 2  | 5  | −3 | 1 |